# Bogdanovica
Bogdanovica (Servisch: Богдановица) is een plaats in de Servische gemeente Ub. De plaats telt 348 inwoners (2002).